# Euchaetes fusca
Euchaetes fusca är en fjärilsart som beskrevs av Rothschild 1910. Euchaetes fusca ingår i släktet Euchaetes och familjen björnspinnare. Inga underarter finns listade i Catalogue of Life.

## Bildgalleri

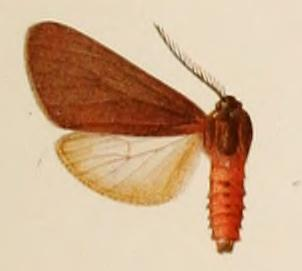